# Théâtre d'opéra et de ballet de Magnitogorsk
Le théâtre d'opéra et de ballet de Magnitogorsk (Магнитого́рский теа́тр о́перы и бале́та) est une scène musicale située à Magnitogorsk en Russie. C'est le plus récent des trois théâtres de la ville.

## Histoire

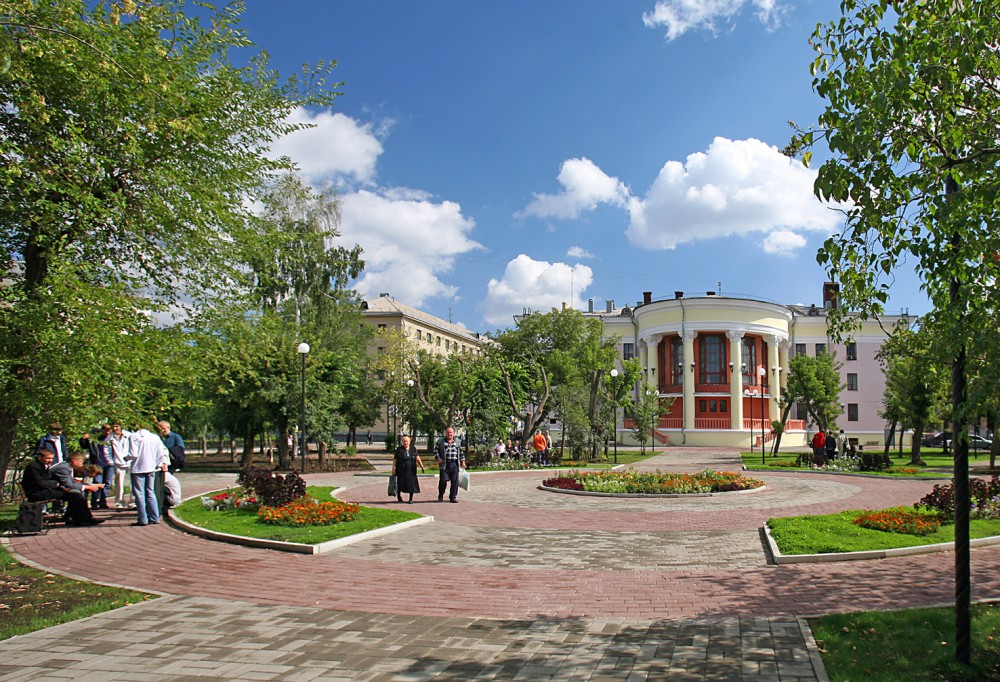
Le jardin public et le théâtre.

Le théâtre musical municipal ouvre ses portes en 1996 dans l'ancien palais de la Culture de la ville. En 1997, il prend le nom de théâtre d'opéra et de ballet et il est inauguré le 22 avril 1998 avec l'opéra Carmen de Bizet dans une mise en scène de Viktor Schreiman.
Depuis 2007, ce théâtre organise un festiva international d'art lyrique intitulé Viva, opéra!, grâce auquel les auditeurs de Magnitogorsk peuvent prendre connaissance de personnalités de premier plan dans le domaine de l'opéra, de Russie ou de l'étranger et grâce auquel des liens créatifs et des échanges culturels sont tissés entre différents théâtres de Russie et d'autres pays.
Le théâtre d'opéra et de  ballet de Magnitogorsk est dirigé par Ilia Kojevnikov. Son chef d'orchestre principal est Edouard Nam et sa maîtresse de ballet principale est Viktoria Saïkina. La troupe de ballet est dirigée par Aletvina Adamenko.

## Répertoire (choix)
- Carmen de Bizet
- Eugène Onéguine de Tchaïkovski
- La Dame de pique de Tchaïkovski
- Les Mille et une nuit, ballet d'Amirov
- La traviata de Verdi
- Madame Butterfly de Puccini
- La Fiancée du tsar de Rimski-Korsakov
- Aleko de Rachmaninov
- Paillasse de Leoncavallo
- L'Honneur paysan de Mascagni
- La Veuve joyeuse de Lehar
- La Princesse du cirque (Mister X), opérette d'Imre Kalman
- La Chauve-souris, opérette de Johann Strauss II
- Le Voleur de Bagdad, comédie musicale de David Toukhmanov et Iouri Entine
- Adieu, Kharon! fantaisie de Galina Molebnova
- Nouvel An et chat noir, conte de Sergueï Smetanine
- L'Anniversaire du chat Léopold, conte d'Arkadi Heit
- Iolanta de Tchaïkovski
- Le Barbier de Séville de Rossini
- Silva de Karman
- La serva padrona de Pergolèse
- Les Mystères de Paris, comédie musicale de Kim Breitburg
- La Chatte métamorphosée en femme, opérette d'Offenbach